# Nòrdic
Nòrdic és un adjectiu relatiu a l'antiga Escandinàvia, que actualment és Suècia, Noruega, Dinamarca, Illes Faroe, Groenlàndia i Islàndia, en l'edat mitjana (el període dels vikings).
L'adjectiu nòrdic (norse en anglès) prové del mot holandès noors, la forma adjectiva de noruec. Els cognats nòrdics de la paraula són norrøn en noruec, norrön en suec i norræn en islandès.
Nòrdic pot referir-se a:

Llengües:
- Llengües escandinaves o "llengües nòrdiques", conjunt de llengües modernes parlades a Escandinàvia i terres del voltant.
  - Escandinau Occidental (Insular)
    - Feroès
    - Islandès

  - Noruec nynorsk
    - Norn (extint)

  - Escandinau Oriental (Continental)
    - Danès
    - Noruec bokmål
    - Suec
- Nòrdic antic, llengua predecessora de les actuals llengües escandinaves. En ús des de l'any 800 fins a l'any 1300.
- Protonòrdic, llengua predecessora al nòrdic antic. En ús des dels primers segles (era cristiana) fins al segle viii.

Cultura:
- Nòrdics, la gent que viva a Escandinàvia abans de la Cristianització d'Escandinàvia.
- Mitologia nòrdica
- Art nòrdic